# وقود غازي

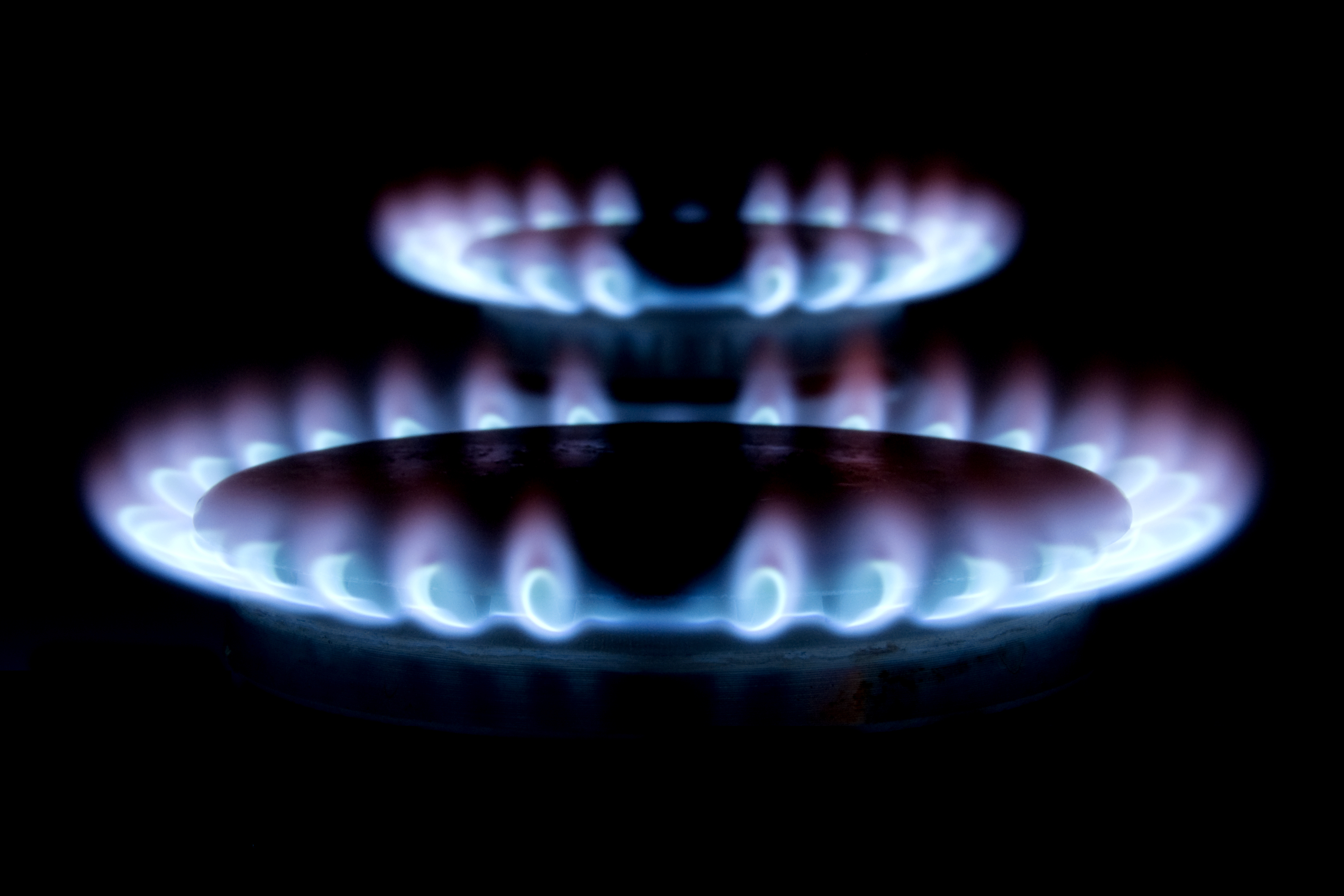

وقود الغاز (بالإنجليزية:  Fuel gas)‏ مصطلح يشير إلى أي من عدة غازات تحرق لإنتاج الطاقة الحرارية.
الغاز الطبيعي (الميثان) هو الأكثر شيوعا في الوقود والغاز ، و نذكر من الآخرين ما يلي :
- غاز الاستصباح
- غاز التصنيع
- غاز موند
- البروبان
- البوتان
- غاز نفطي مسال
- غاز الخشب
- غاز الماء
- HCNG
- هيدروجين مضغوط أو الهيدروجين غير المضغوط يمكن استخدامهما في شكل غاز وقود.